# 久間章生
久間 章生（きゅうま ふみお、1940年〈昭和15年〉12月4日 - ）は、日本の政治家、農林官僚。昭和ホールディングス社外取締役（監査等委員）。
防衛大臣（初代）、防衛庁長官（第59・73代）、運輸政務次官（竹下内閣）、衆議院議員（9期）、長崎県議会議員（3期）、自由民主党総務会長、同幹事長代理、同副幹事長、同国会対策副委員長などを歴任した。

## 概説
長崎県南高来郡加津佐町（現・南島原市）の農家に生まれる。両親は教育者（父は高校教員、母は中学教員）。
長崎県立口加高等学校・東京大学法学部卒業後、農林省に入省。農林省退職後に長崎県庁に入庁し、長崎県議会議員を経て、1980年に衆議院議員に初当選。第2次橋本内閣で防衛庁長官として初入閣。橋本龍太郎首相は米軍普天間基地（沖縄県宜野湾市）の移設問題や日米防衛協力のための指針見直しを控え、自らの意向を反映するには欠かせないと考え、1997年9月11日発足の第2次橋本改造内閣でも留任し、久間は国防族幹部の地位を確立した。
小泉政権時代、同じ橋本派の野中広務・綿貫民輔らが反小泉の姿勢を採る中、額賀福志郎らと共に、親小泉の姿勢を見せていた参議院の実力者・青木幹雄と共同歩調をとり、衆院橋本派の大幹部となった。2002年6月に鈴木宗男事件が発生して衆議院本会議で鈴木宗男議員辞職勧告決議が採決された時は、起立採決の際に出席議員で唯一着席したままで、反対票の意思表示を示した。小泉政権下では、2003年に自由民主党幹事長代理、2004年〜2006年に自由民主党総務会長に起用される。2005年の郵政国会では6月28日に自由民主党総務会における郵政民営化法案の決議においては、総務会長として議事を担当し、全会一致の慣例を破る形で多数決で採決させ党議拘束の理由を作った。
2006年9月26日、第1次安倍内閣で再び防衛庁長官として再入閣。その後、2007年1月9日に防衛庁が防衛省に昇格したのに伴い、初代防衛大臣となったが、2007年6月30日に開かれた講演会での原爆投下をめぐる発言で、被爆者団体を筆頭に被爆者や遺族などから問題視され、同年7月3日、この発言の責任を取る形で大臣の座を追われた。その後もマスコミによる批判報道や、反核平和団体や、被爆者団体などからの反発や、抗議活動が続き、同年8月9日に長崎で行われた平和祈念式典を欠席せざるを得ない状況に追い込まれた。（→後述を参照）
士志の会に属し、同会を構成する麻生太郎の後見人的立場にある。

## 略歴
- 1959年3月 長崎県立口加高等学校卒業。

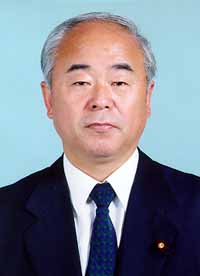
1996年、第2次橋本内閣での防衛庁長官就任時に内閣広報室より公表された肖像

- 1964年3月 東京大学法学部第3類（政治コース）卒業。
- 1964年4月 農林省入省。
- 1970年 農林省退官。
- 1970年 長崎県庁入庁。
- 1971年4月 長崎県議会議員に当選。以後3期9年間を務める。
- 1980年5月 長崎1区より第36回衆議院議員総選挙に出馬し、初当選。
- 1987年11月 運輸政務次官に就任。
- 1994年1月 自民党国会対策副委員長に就任。
- 1996年1月 自民党副幹事長に就任。
- 1996年11月 第2次橋本内閣防衛庁長官に就任。
- 2003年9月 自民党幹事長代理に就任。
- 2004年9月 自民党総務会長に就任。
- 2005年10月 自民党総務会長に留任。
- 2006年9月 第1次安倍内閣防衛庁長官に就任（2回目の就任）。
- 2007年1月 防衛省発足に伴い、初代防衛大臣に就任。
- 2007年7月 防衛大臣を辞任。
- 2009年8月 第45回衆議院議員総選挙に出馬するも、民主党公認の新人福田衣里子に敗れ、比例代表九州ブロックでの復活当選もならず落選。
- 2012年12月 第46回衆議院議員総選挙には出馬せず、翌年政界引退を正式表明。
- 2013年4月 旭日大綬章を受章[4]。

## 政治姿勢

### イラク戦争
2006年12月8日（真珠湾奇襲の日）の午前の記者会見で、前日（12月7日）の参院外交防衛委員会において「小泉純一郎前首相がイラク戦争を支持したのは非公式」とした自らの発言について「不勉強で間違いだった」と訂正し、撤回した。内閣総理大臣（当時）小泉は開戦時に緊急記者会見して「武力行使を理解し、支持する」と表明、首相談話も閣議決定していた。なお、上記の訂正記者会見においても、久間自身はイラク戦争を支持しないことを明言している。防衛庁長官を2回務めた政治家であるが、イラク戦争については戦争の大義に懐疑的な認識の持ち主であった。
2007年1月25日には、「日本記者クラブ」における会見で「イラクに大量破壊兵器があると決め付けて戦争に踏み切ったブッシュ大統領の判断は間違いだった」と述べた。イラク戦争を支持している第1次安倍内閣において、久間の発言は閣内不一致であるとの批判がなされたが、内閣官房長官塩崎恭久は「久間氏の個人的な、閣僚としてではなくいち政治家としての意見であり、閣内不一致ではない」と強調した。政権側は大統領批判ではないと釈明した。1月29日午後衆議院本会議において、民主党の松本剛明にこの点を追及された久間は「（開戦）当時、閣外にあって感じた感想として述べたもので、防衛相としては（米国支持の）政府の立場を支持している」と釈明した。
同年2月22日の衆議院安全保障委員会では、「閣僚は他国にどういう形で伝わるかも計算した上で言わなくてはならない。（ブッシュ大統領の）教書演説が発表された日に、そう言ったこと自体が配慮に欠けていた。反省している」と答弁した。この発言については米国から日米同盟を損なうという抗議が来たほか、米国務省日本部長のジェームス・ズムワルトは「大統領を批判するような発言が繰り返されれば、日米安全保障協議委員会（2プラス2）の日程設定が困難になりかねない」と批判。米国は日米安全保障協議委員会の開催に当分応じない見込みと報じられた。軍事ジャーナリストの 神浦元彰は外務省が米国の意向を先回りして、そのように伝えたのではないかとする説を出した。
一方で、「既に明らかになりブッシュ大統領も認めているが、開戦の大義であった大量破壊兵器はイラクには存在しなかった。（それなのにイラク戦争を批判したところで）そのことで米側から抗議を受けるものだとはとても思えない」などの反論もある。自民党内では、加藤紘一が久間を擁護し、「なぜ批判を受けなければならないのか。（イラク戦争開戦の誤りは）世界の常識だ」と政府側に詰め寄ったという。

### 沖縄米軍基地
イラク戦争については米国を批判したが、他方在日米軍については、米国に協力的であった。しかし2007年に入り、「アメリカは沖縄の人々の気持ちを理解してくれていない」と米国の意に反する発言をしたため、来日したチェイニー副大統領との会談を拒否される事態となった。チェイニーは自衛隊の最高責任者である久間を無視して、自衛官（制服組）トップの齋藤隆統合幕僚長を始めとする自衛官幹部と会談した。
2006年10月、沖縄県の米軍嘉手納基地に、米軍がパトリオット地対空ミサイルシステム (PAC-3) 配備を強行した。久間は11月7日の衆議院安全保障委員会の答弁で「今北朝鮮がミサイルの実験をやった、核実験をやった、そういう中で、パトリオットをせめて沖縄に配備しておかなければいかぬ（中略）我々としては素直に、これは、日本の防衛の中で手薄である沖縄については、せめて嘉手納を、自分の基地があるわけだから、そこについてはアメリカが責任を持って防御しましょうということでまずやってくれたということは、私は歓迎すべきことじゃないかなと思う」と述べた。沖縄では基地機能の強化・新たな負担増・格好の軍事標的にされるなどの理由で反対が強く、久間の発言は反発を受けた。
11月19日投開票された沖縄県知事選では、与党推薦の仲井眞弘多が米軍普天間基地の県内移設に反対する糸数慶子を破り当選した。共同通信によると、久間は11月23日、長崎市内で開かれた自民党議員らの会合で、もしも糸数が当選していた場合、「法律を作ってでも、一方的に県知事の（公有水面の）使用権限を国に移してでも、やらなければいけないと考えていた。もし負けたら、力尽くでもこっちはやるんだという腹を持っていた」と述べた。基地移設には埋め立てが必要で、そのためには公有水面埋立法に基づき知事の許可が必要である。移設反対派が勝った場合、強硬手段によって（『読売新聞』11月24日号によると、特別措置法を制定し、知事の許認可権を政府に移す予定であった）ことを進める方針だったのである。
2007年1月27日、長崎県諫早市での講演で普天間飛行場移設問題に触れ、「私は米国に『あんまり偉そうにいってくれるな。日本のことは日本に任せてくれ』といっている」と発言した。さらに、アメリカが推進する沿岸案実現には沖縄県知事の公有水面埋立許可が必要であることを念頭に置いてか、「米国は『政府同士が決めたのだから、それでやったらいいじゃないか』というが、日本はけっこう地方分権になっている」、「仲井眞弘多沖縄県知事の意見も聞き入れながらやっていかなければならないが、米国は根回しがわからない」と発言した。塩崎恭久内閣官房長官はこの発言について「問題があれば注意する」と述べた。米国側は「当方も海兵隊を説得するのが大変だった。話し合って合意した政府間の取り決めは守ってくれねば困る」と不快感を表明している。
元外交官で、政府批判を行う作家としても知られる天木直人は、久間の頭越しに自衛官幹部との接触を表明したチェイニー及び米国の対応はシビリアンコントロールに反しており、外務省はこのような日程を断じて認めてはならないと自身のブログで批判した。しかし、訪日したチェイニーは、当初の予定通り自衛官幹部のみと懇談した。

## 発言
「私でも沖縄を真っ先に占領」発言
2006年12月7日の参議院外交防衛委員会で、「私はやっぱり、あそこ（沖縄）は拠点として真っ先に占領したと思う」と述べた。自らがアメリカの立場になったと仮定した上で太平洋の要石と呼ばれるほど地政学的重要的位置づけである沖縄基地の重要性を指摘した発言であったが、元ひめゆり学徒隊の沖縄県民らは「他人事のような発言。沖縄戦でかつて捨て石にされた沖縄が、また切り捨てられたようだ」と反発した。
長崎市長射殺事件に関連しての発言
2007年4月17日に発生した長崎市長射殺事件に際し、心肺停止状態であった伊藤一長市長について「万が一のことも考えないといけない」と発言。「投票日3日前を過ぎたら補充がきかず、共産党と一騎討ちだと共産党（推薦）の候補者が当選することになる。法律はそういうことを想定していない」と公職選挙法における補充立候補の不備を指摘した。この発言に対しては塩崎恭久官房長官が不適切との認識を示したほか、志位和夫共産党委員長、小沢一郎民主党代表ら野党も批判を示した。

### 「原爆しょうがない」発言
2007年6月30日に麗澤大学比較文明文化研究センター（千葉県柏市）主催の講演会で行い、原爆投下をしょうがないと発言したと朝日新聞が発言要旨と共に、原爆投下した側の論理を是認したとして大きく報道された。久間は7月1日のフジテレビ「報道2001」で批判や責任を問う声について、「そんなような内容（の発言）ではない」、「訂正する必要はない。誤解を与えたところがあれば、そこは丁寧に説明しなければいけない」と述べて、撤回・訂正はしない考えを明らかにしていたが、その後中川秀直幹事長や公明党からも批判を受けたため、同日の記者会見で「被爆者を軽く見ているかのような印象に取られたとすれば申し訳なかった」と陳謝して発言を事実上撤回し、かつ、毎年8月9日に行われる長崎の平和記念式典に参列する意向を示していた。
この「原爆しょうがない」発言報道による騒動に関して、安倍晋三首相から厳重注意を受けた。当初、首相と久間の意向から辞任はしないとしていたが、被爆者団体、反核平和団体などからの激しい抗議を受けた。同年7月2日、長崎市議会が久間の発言に抗議して『発言撤回を求める』意見書を全会一致で可決した上で、田上富久長崎市長は、市議会の議長とともに7月3日に上京し、安倍首相と久間サイドへ抗議した（参考）。同月3日には、長崎県議会でも発言に対する抗議決議が全会一致で可決され、金子原二郎長崎県知事も「二度とこのような発言を繰り返さないようにしてほしい」と釘を刺した。
同年7月3日午前、久間は自身の進退について「辞任の必要はない」と強気の姿勢を見せていたが、午後、一転して「選挙で与党に迷惑が掛かる」として辞任した。安倍首相は慰留せず、その場で辞任の申し出を了承した。久間は防衛大臣の座を辞職という形で追われることになり、毎年参加していた8月の長崎原爆犠牲者慰霊平和祈念式典を被爆者団体などの反発から欠席せざるを得ない状況へ追い込まれた。秋葉忠利広島市長が発言の撤回と広島・長崎訪問による被害の直視を求める抗議声明を出した。また、7月1日に日本原水爆被害者団体協議会 や連合長崎、それに長崎県原水禁などもそれぞれ批判して、抗議の意を表明するため長崎市の平和公園での座り込みや、抗議文あるいは声明文の送付を行うなどの抗議活動を繰り広げた。
産経新聞は、本島等元長崎市長の発言にみられるような原爆は仕方なかったという考えの原点は、『安らかに眠って下さい 過ちは 繰返しませぬから』という原爆死没者慰霊碑の碑文にあるとして、「素直に読めば、原爆投下は、日本人に責任があるということになる。」「これをありがたがる人たちに、久間の発言を非難する資格はない」と断じた。なお、産経新聞は、広島市長平和宣言の内容を毎年批判している（産経新聞の報道#議論を呼んだ報道を参照）。
民主党・日本共産党・国民新党は久間を一斉に批判した。
久間は辞任後の記者会見でも、「原爆が日本を全面降伏に導いたのは事実」との主張を続け、「九州弁でしょうがないというのが口癖で、すぐに出るんですよ」と釈明したが、方言研究をしている九州の大学教授や島根大学の田籠博教授は、九州の方言として多用するのは聞いたことがないと疑問視、長崎市平和推進室は同じく疑問視した上でこの釈明を認めていない。また、広島市長の秋葉忠利や、長崎原爆被災者協議会の事務局長はそれぞれ、久間が防衛大臣の辞任は当然のこととした上で、日本政府や自民党の原爆に対する認識や姿勢の問題と批判し、さらに、久間の歴史認識に疑問を呈している者もいる。
この辞任について、当然であるとする意見や、選挙対策であるとする意見がある一方で、残念がる意見もあった。
大臣の座を追われた後も、久間に対して議員辞職を求めるデモ は続き、議員辞職を求める文言とともに公開質問状が被爆者団体から送付されるなど対応に追われた。
この騒動の直後に行われた第21回参議院議員通常選挙（長崎県選挙区）では、自民党は久間の主導の下、国見高校サッカー部元監督として有名な小嶺忠敏を擁立して必勝を期したが、民主党の大久保潔重に敗れた。
また、文藝春秋平成21年（2009年）6月18日号では、久間にとっては義母に当たる妻の母が一連の騒動に抗議するため、8月9日の長崎原爆祈念日に自殺したと報じられた。

### 歴史認識に対する評価
久間の原爆投下に関する歴史認識に関して、秦郁彦・日本大学講師（現代史）が「米国の原爆投下がソ連の参戦を食い止めるためだった側面があるとの指摘は、歴史的事実とは違う。ソ連は長崎への原爆投下と同じ日に参戦しているし、終戦後も北海道を占領しようとして米国に拒否された。何かの思い違いがあるのでは」と指摘している（参考：ヤルタ会談）。
元長崎大学学長の土山秀夫は、久間の発言について、『極めて不見識であり論外である』と非難した上で、久間のイラク戦争に対する批判を引き合いに出して、『アメリカへのポイント稼ぎ』と皮肉ったコメントをした。
現代史家の保阪正康は、『原爆の投下と終戦に関連性はなく、久間の発言は、アメリカの原爆投下正当化論と一体化しつつ、そこに史実無視の姿勢をつけ加えたものである』と批判している。保阪は、『日本国民は、「投下された側の反論」として、当時の日本の軍事指導層を中心とする抗戦派を強く批判しつつ、投下した側の一方的解釈を徹底して排除すべきだ』と主張している。

## 政治資金
2007年3月7日、参議院予算委員会での参議院議員井上哲士（日本共産党）の質問により、久間が医療法人から違法献金を受け取っている疑惑が発覚した。
日本共産党・厚生労働省・政治資金収支報告書などによると、久間が代表の自由民主党長崎県第二選挙区支部は、2004年11月に8500万円超の補助金交付決定を受けた医療法人から、2004年11月〜2005年10月に政治献金を受け取っていた。政治資金規正法第22条の3には「国から補助金（中略）を受けた会社その他の法人は、当該給付金の交付の決定の通知を受けた日から同日後一年を経過する日（中略）までの間、政治活動に関する寄附をしてはならない」との規定があり、上記献金がこの規定に違反すると指摘されている。
2007年3月7日の参議院予算委員会にて、久間は医療法人が補助金を受けている事実を知らなかったとし、「（政治資金規正法の）制度については存じている」「（献金を受けていることは）事実であります」「もし（当該医療法人が国からの）補助金を受けているとすれば（自分が受け取った政治献金は）返還しなければならない」と答弁し、返金を検討することを明らかにした。

## 不祥事・ 事件

### 暴力団組長らと記念撮影
防衛庁長官だった1997年10月に防衛庁の長官執務室で暴力団組長らと記念撮影をしていたことが関係者の話などで2001年に発覚した。写真は写真週刊誌「フライデー」の2001年6月22日号に掲載されており、「国務大臣 防衛庁長官久間章生」の札が置かれた机に向かって座る久間と、囲むようにして立つ男性4人が写っていた。同誌は「暴力団組長と記念写真」の見出しで、広域暴力団関係者や右翼団体幹部が写っていると紹介した。

### 防衛専門商社による接待
2007年11月15日、防衛官僚の収賄疑惑にかかる参議院証人喚問において、前防衛事務次官の守屋武昌から、自衛隊次期輸送機エンジン納入を巡って、山田洋行元専務からの高級料亭接待の席に久間と元防衛庁長官の額賀福志郎が同席していたとの証言があった（山田洋行事件）。

### ダイヤモンド返還訴訟
2014年1月29日、東京地方裁判所は「久間が知人女性から預かっていたダイヤモンドを、未だ返還していない」として購入価格とほぼ同等の3700万円を女性に支払うよう命じた。判決によれば、この知人女性は平成18年9月末ごろに東京・永田町の久間事務所に於いて、3800万円で購入していた約20カラットのダイヤを1つ久間に預けたとしている。これに対し久間は、「ダイヤの預かり証なども存在しておらず、ダイヤを預かったのは自分ではなく女性から仲介を依頼されて売却先として紹介した男性だ」と反論していた。

### 東京電力賠償金詐取事件
2014年8月2日、久間が代表を務めるNPO法人「東日本大震災原子力災害等被災者支援協会」が東京電力福島第一原発事故の賠償金支払い制度を利用し、風評被害を受けたとの偽証を行い賠償金を詐取したとして、同法人の元幹部らが逮捕された(東京電力賠償金詐取事件)。警視庁組織犯罪対策3課によると、同NPO法人の元幹部4人は2012年4～5月にかけ、容疑者の一人が役員を務める郡山市内の会社が原発事故により人材派遣業の売り上げを減少させたとする虚偽の申請を行って、東電に損害賠償を請求し約1200万円をだまし取ったとしている。

### 元秘書の逮捕
2019年2月、久間の元秘書の男が台湾企業から詐取した金を不正に引き出したとして組織犯罪処罰法違反などの疑いで警視庁に逮捕された。

## 趣味

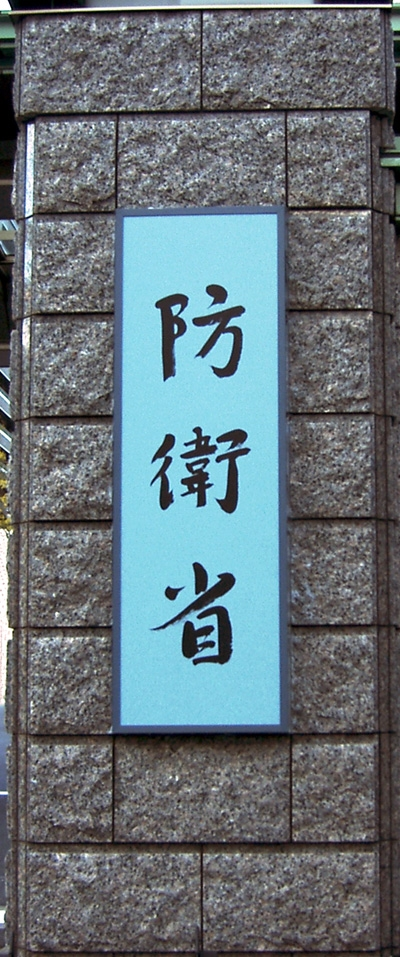
久間の揮毫を基にした防衛省の銘板

- 保有する段位は剣道六段、将棋六段、囲碁五段。

## 家族・親族
- 妻と二男二女
- 久間和生農業・食品産業技術総合研究機構理事長ははとこ[47]

## 関係する団体
- 日韓議員連盟（副会長）
- 日韓トンネル研究会（顧問）
- パチンコチェーンストア協会 （政治分野アドバイザー）[48]
- 社団法人日米平和・文化交流協会 （後述）理事
- 新日本電池開発（顧問）
- 技術研究組合農畜産工業雇用推進機構（顧問）[49]
- 例外的に夫婦の別姓を実現させる会
- 日本会議国会議員懇談会
- 神道政治連盟国会議員懇談会